# Saison cyclonique 2012-2013 dans l'océan Indien sud-ouest
La saison cyclonique 2012-2013 dans l'océan Indien sud-ouest a comporté un nombre de cyclones tropicaux légèrement supérieur à la moyenne dans ce bassin de l'hémisphère Sud, débutant le 1er juillet 2012 et se terminant le 30 juin 2013. Les perturbations tropicales et subtropicales sont officiellement surveillées par le Centre météorologique régional spécialisé cyclones de La Réunion dans ce secteur de l'océan Indien, tandis que les services météorologiques de Maurice et de Madagascar attribuent des noms aux perturbations tropicales et subtropicales importantes les touchant. La première perturbation tropicale de la saison s'est développée le 12 octobre et est rapidement devenue le plus cyclone tropical intense jamais enregistré aussi tôt que le 14 octobre.

## Nom des tempêtes
Dans le sud-ouest de l'océan Indien, les dépressions tropicales et les dépressions subtropicales dont la vitesse du vent est estimée à au moins 65 km/h par le Centre Météorologique Spécialisé Régional de La Réunion (CMRS La Réunion) se voient généralement assigner un nom. Cependant, ce sont les centres sous-régionaux de conseil pour les cyclones tropicaux de l'île Maurice et de Madagascar qui nomment les systèmes. Le Centre de l'île Maurice nomme une tempête si elle s'intensifie en une tempête tropicale modérée entre 55° E et 90° E. Si au contraire un cyclone s'intensifie en une tempête tropicale modérée entre 30° E et 55° E, le Centre sous-régional de Madagascar attribue le nom approprié à la tempête.
| 4  | Anais   |
| TT | Boldwin |
| 4  | Claudia |

| 1  | Dumile  |
| TT | Emang   |
| 4  | Felleng |

| 2  | Gino   |
| 3  | Haruna |
| 2  | Imelda |
| TT | Jamala |

| 4  | Anais   |
| TT | Boldwin |
| 4  | Claudia |

| 1  | Dumile  |
| TT | Emang   |
| 4  | Felleng |

| 2  | Gino   |
| 3  | Haruna |
| 2  | Imelda |
| TT | Jamala |

## Cyclones tropicaux

### Cyclone tropical intenseAnaïs
Le 12 octobre 2012, le Joint Typhoon Warning Center (JTWC) a émis une alerte de formation de cyclone tropical pour un système situé près des îles Chagos. Peu après, le CMRS de La Réunion a qualifié le système de perturbation tropicale alors qu'il se trouvait à environ 130 km à l'ouest de Diego Garcia. Dans l'après-midi, le JTWC a rehaussé le système à dépression tropicale, lui donnant l'indicatif de 01S. Le lendemain, le CMRS de La Réunion a annoncé que le système s'était intensifié pour devenir une tempête tropicale modérée et l'a baptisée Anais. Au cours de la journée, Anais a entamé une période d'intensification rapide qui l'a été transformé en cyclone tropical de catégorie 1. Anais a continué de s’intensifier progressivement et s'est transformé en un cyclone tropical intense tôt le 14 octobre (cyclone de catégorie 3 pour le JTWC) qui a commencé à former un œil bien défini. Le 15 octobre à 0 h UTC, Anaïs atteignit son intensité maximale à la catégorie 4 selon le JTWC.
Le même jour, alors que le système commençait à s'affaiblir, une convection profonde persista au-dessus du centre de circulation à basse altitude. Il fut rétrogradé en cyclone de catégorie 1 le 16 octobre. Le 17 octobre, le système s'est affaibli en une tempête tropicale et le centre de circulation à basse altitude fut totalement décalé des nuages convectifs. La convection s'est alors déplacée vers le sud en raison d'un cisaillement modéré du vent en altitude venant du nord-ouest. Au cours de la journée, Anaïs s'est affaibli en une dépression tropicale. Le 19 octobre, les restes du système ont touché la côte à Madagascar donnant des orages, avant de se dissiper complètement. Aucun mort ni blessé n'est à déplorer.

### Perturbation tropicaleDeux
Le 8 novembre, une zone de basse pression s'est formée au nord-est de La Réunion. Elle a progressivement dérivée vers l'ouest et a développé un centre de circulation à basse altitude. Le lendemain, une zone orageuse isolée est apparue autour du système avec une bande de nuages spiralée fragmentée. La zone dériva vers le sud-ouest en faiblissant légèrement le 12 novembre puis est rapidement devenue désorganisée et le JTWC a alors cessé de la suivre. Tôt le 15 novembre, la perturbation a repris de la vigueur et la formation de bandes convectives autour du centre s'est améliorée et le JTWC a repris la surveillance du système. Au même moment, le CMRS de La Réunion a rehaussé la zone de basse pression en une perturbation tropicale. Le lendemain, le système a perdu la majeure partie de sa convection et Météo-France a cessé de la suivre, signalant que leurs modèles de prévision ne présentaient aucune chance de resserrement du système.

### Forte Tempête tropicaleBoldwin
Le 13 novembre, une zone orageuse s'est formé au large de Sumatra occidental. Au cours des deux jours suivants, le groupement a développé un centre de circulation et est devenu une perturbation tropicale nommée Invest 96S par le JTWC. Au cours des jours suivants, des conditions défavorables freinèrent le développement du système mais le 23 novembre, le système s'est organisé sous un cisaillement plus faible des vents d'altitude. Météo-France a alors commencé à suivre cette perturbation tropicale.
À minuit, ce jour-là, Météo-France a rehaussé le système en dépression tropicale. Aux premières heures du 24 novembre, le CMRS de La Réunion a reclassé le système en tempête tropicale modérée, le centre de l'île Maurice lui attribuant le nom de Boldwin. Plus tard le même jour, le JTWC a également commencé à suivre le système sous le nom de cyclone tropical 02S avec des vents équivalents à une tempête tropicale sur l'échelle de Saffir-Simpson, alors qu'il développait un œil. Au cours de l'après-midi, Météo-France a reclassé Boldwin en une tempête tropicale forte accompagnée de vents soutenus sur une et 10 minutes atteignant 100 à 105 km/h,.
Le 25 novembre, la tempête a subi un fort cisaillement vertical du vent et une grande partie de sa convection s'est déplacée vers le sud-est, exposant partiellement le centre. Ce jour-là, Boldwin s'est affaibli en tempête tropicale modérée. Plus tard dans la nuit, le centre devint complètement exposé et il a commencé à s’affaiblir rapidement. En conséquence, le JTWC a publié son dernier avis sur le système. Au même moment, Météo-France a annoncé que Boldwin n’était plus qu'une dépression tropicale et tôt le 26 novembre, a émis son dernier avertissement.

### Cyclone tropical intenseClaudia
Le 29 novembre, une perturbation initialement située dans la zone de responsabilité australienne est commença à être suivie. Elle s'est déplacée vers le sud-ouest au cours de la semaine suivante, se renforçant à mesure que le cisaillement du vent diminuait. Le 6 décembre, le JTWC a publié un bulletin et le CMRS de La Réunion a commencé à émettre des avis concernant une cette perturbation localisée à environ 900 km au sud-est de Diego Garcia. Le lendemain, elle fut reclassée tempête tropicale modérée et nommée Claudia par le serviceé météorologique de l'île Maurice.
Le 8 décembre, le cyclone Claudia était dans le sud de l'océan Indien et ses vents soufflaient à plus de 160 km/h. Le 10 décembre, on a observé un œil bien développé d’un diamètre d’environ 19 km et des vents estimés sur une minute à 215 km/h. Le 11 décembre, l’œil s'était dissipé et le cyclone était devenu désorganisé, le cisaillement du vent entraînant un allongement d'est en ouest. Claudia avait aussi atteint une température de surface de la mer inférieure à 27 °C à la bordure ouest d’une crête subtropicale orientant le système vers le sud.
Le 12 décembre, un fort cisaillement vertical du vent proche de 55,5 km/h a touché le quadrant nord-ouest du centre de circulation de basse altitude, soufflant ses nuages au loin ainsi. Le système est devenu extratropical dans des eaux plus froides le 13 décembre.

### CycloneDumile
Le 28 décembre, une zone de basse pression s'organisa avec une augmentation significative de la convection. Elle se dirigea en La Réunion et Madagascar tout en s'intensifiant, atteignant l'équivalent de la catégorie 1 de l'échelle de Saffir-Simpson. En quittant au sud-est de Madagascar, Dumile perdit de la vigueur et finit par se dissiper le 5 janvier,.
À l'île Maurice, la tempête a produit des vents pouvant atteindre les 108 km/h qui ont abattu les arbres et les lignes électriques. Les transports dans la région furent perturbés à plusieurs reprises avec la fermeture du transport en commun et les débris sur de nombreuses routes. En plus des vents, la tempête a entraîné de fortes pluies dans la région, atteignant 192,8 mm à Arnaud. Dans l'ensemble, les dégâts causés par la tempête ont été assez limités.
Le cyclone Dumile a provoqué des vents violents sur la Réunion, culminant à 180 km/h, abattant de nombreux arbres et lignes électriques, laissant environ 125 000 habitants sans électricité. De fortes pluies ont également touché une grande partie de l'île, avec un maximum de 2 434 mm au Cirad sur une période de 24 heures. Aucun mort n'est à déplorer, mais 14 blessés légers furent dénombrés. L'agriculture a subi d'importants dégâts agricoles, avec des pertes atteignant 31 millions d'euros. Les pertes assurées furent estimées à 3,5 millions d’euros.

### Tempête tropicale modéréeEmang
Le 27 décembre, une zone d'orages s'est développé en un centre dépressionnaire. Le lendemain, le JTWC a commencé à suivre le système alors qu'il commençait se développer significativement. À ce moment-là, la perturbation était localisée à l'ouest d'un anticyclone d'altitude et directement sous un centre de crête subtropicale à 805 km au nord-nord-ouest de Exmouth (Australie).
Le 30 décembre, le centre de circulation en surface est devenu partiellement exposé alors qu'il était soumis à un cisaillement du vent vertical allant de modéré à fort. Cependant, la partie ouest du système présentait encore une convection profonde et persistante. Le 12 janvier, le CMRS de La Réunion classa le système en dépression tropicale puis rehaussa graduellement jusqu'à tempête tropicale modérée. Ses vents soutenus maximaux sur 10 minutes furent de 55 km/h et de 65 km/h sur une minute.
À partir du 15 janvier, Emang perdit de son intensité. Le 17 janvier, il est devenu désorganisé avec seulement une petite zone de convection. Le centre de circulation en surface était devenu faible et mal défini en raison d'un cisaillement vertical modéré du vent et disparu le 19 janvier. La tempête a passé toute sa vie en mer.

### Cyclone tropical intenseFelleng
Le 18 janvier, une zone de convection allongée et mal organisée, laissée par la tempête tropicale Emang, s'est étirée près de la zone de convergence intertropicale (ZCIT). Le 24 janvier, le CMRS de La Réunion a signalé un tourbillon totalement exposé avec zones orageuses dispersées persistants à environ 760 km au nord-nord-est de Rodrigues et à 930 km au sud-ouest de Diego Garcia. Un possible renforcement était prévu et tôt le 26 janvier, l'activité convective s'est améliorée avec une convection profonde au centre de dépressionnaire de surface. Les nuages étaient cependant décalés du centre en raison d'un cisaillement vertical modéré du vent venant de l'est.
Le système fut alors désigné comme une dépression tropicale et continua de se renforcer en se déplaçant vers l'ouest, puis vers le sud-ouest. Il atteignit l'intensité du cyclone tropical intense le 30 janvier tout en développant un œil bien défini et d'intenses bandes convectives. Le 31 janvier, l'œil est devenu moins bien défini et a commencé à s'effondrer. Le 1er février, le système a commencé à s'allonger et faiblir en une tempête tropicale violente au début de sa transition extratropicale. Le 3 février, Felleng est devenu totalement extratropical, le centre de circulation de bas niveau devenant totalement exposé et allongé, sous un cisaillement vertical du vent.
Bien que le centre du cyclone Felleng soit resté au large, les fortes pluies provenant des bandes extérieures de la tempête ont provoqué d'importantes inondations dans certaines régions de Madagascar. La crue monta rapidement dans la capitale, Antananarivo, inondant de nombreuses habitations basses ainsi que plusieurs centaines d'hectares de rizières. Les autorités gouvernementales ont confirmé qu'au moins 800 personnes furent touchées par les inondations dans la seule capitale,. À travers l'île, 9 personnes furent tuées et 1 303 se retrouvèrent sans abri. Au total, 162 maisons furent détruites et 1 803 autres furent endommagées par les crues, la plupart dans la région de Vatovavy-Fitovinany.
Les fortes pluies et les vents associés à la tempête ont également touché l'île de la Réunion, où 11 200 foyers furent privés d'électricité. En trois jours, des accumulations allant jusqu'à 800 mm furent rapportées dans certaines parties de l'île, entraînant d'importantes inondations et sur la Plaine des Cafres, c'est 512 mm de pluie qui sont tombés en 24 heures.

### Cyclone tropicalGino
Le 11 février, le CMRS de La Réunion a annoncé qu'une dépression tropicale s'était formée à environ 1 330 km à l'est-sud-est de Diego Garcia. La perturbation avait été remarquée pour la première fois plusieurs jours plus tôt comme une dépression tropicale dans la zone de responsabilité australienne. Le système s'est rapidement développé en tempête tropicale modérée Gino.
Le 12 février à 15 h UTC, ses vents maximums soutenus sur 10 minutes étaient de 110 km/h, soit équivalents à ceux d'un à un ouragan de catégorie 1 dans l'échelle de Saffir-Simpson. À ce moment-là, Gino était centré à 17,1 degrés de latitude sud et 79,5 degrés de longitude est, à environ 1 296 km de Diego Garcia. Le cyclone s'est déplacé ensuite vers le sud-sud-ouest à 10 nœuds (19 km/h) autour du bord nord-ouest d'une crête subtropicale pour atteindre son intensité maximale 24 heures plus tard avec des vents de 140 km/h sur 10 minutes (165 km/h sur une minute, soit de catégorie 2) et des rafales à 195 km/h. Il faiblit ensuite et s'est dissipée le 17 février après avoir passé toute sa vie en mer.

### Cyclone tropicalHaruna
À la mi-février, une zone orageuse affectait le canal du Mozambique. Le système s'est déplacé vers le sud après avoir quitté la côte du Mozambique et a ralenti jusqu'à dériver en passant sous une rupture de la crête subtropicale. Par la suite, la convection est devenue plus prononcée et Météo-France l'a classé en perturbation tropicale le 18 février. Le 19 février, le système a atteint le seuil de tempête tropicale modérée et fut nommé Haruna.
La structure du système a continué à devenir plus symétrique, élargissant son diamètre de vents maximaux et développant un œil partiellement obscurci par des lambeaux de nuages au début de la journée du 20 février. Sur cette base, le CMRS de La Réunion rehaussé Haruna à une forte tempête tropicale ce jour-là et 12 heures plus tard à cyclone tropical, estimant les vents soutenus sur 10 minutes à 120 km/h. Ce jour-là, un creux barométrique en approche a affaibli la crête au sud d’Haruna ce qui a ralenti le cyclone et provoqué un mouvement erratique. Le CMRS a estimé que le cyclone avait atteint des vents soutenus de 150 km/h en fin de journée. Au-même moment, les vents maximaux soutenus sur une minute étaient estimés à 195 km/h par le JTWC,équivalent à un ouragan de catégorie 2 de l'échelle de Saffir-Simpson.
Le 22 février vers 2 h 30 UTC, le cyclone a touché terre à environ 55 km au sud de Morombe, dans le sud-ouest de Madagascar. Haruna s'est rapidement affaibli et a accéléré son mouvement au-dessus des terres. Le 24 février à 12 h UTC, le CMRS de La Réunion a émis son dernier avis, le système perdant ses caractéristiques tropicales et devenant une dépression subtropicale. Le lendemain, le JTWC a également mis fin aux avis concernant la tempête, notant qu’Haruna se dissipait à environ 665 km au sud-sud-ouest de la Réunion.
Frappant la côte sud-ouest de Madagascar, le cyclone Haruna traversa des zones généralement épargnées par le cyclones tropicaux. Les dégâts les plus importants ont eu lieu au nord de Toliara, autour de la forêt des Mikea. La tempête a provoqué des rafales de vent estimées à 210 km/h, causant des dégâts importants. De nombreuses maisons ont perdu leurs toits et de nombreuses routes furent bloquées par les débris, isolant les communautés. Des pluies abondantes ont provoqué de nombreuses inondations durant plusieurs jours, notamment à Morombe, où environ 70 % de la ville fut détruite à la suite de la crue soudaine et de l'effondrement d'un barrage. Dans les environs de Toliara, des dizaines de personnes furent évacuées en raison d'inondations tout aussi dangereuses.
Au moins 24 personnes ont été tuées dans le sud de Madagascar et 16 autres furent portées disparues. En outre, au moins 92 personnes furent blessées et près de 10 000 se retrouvèrent sans abri

### Cyclone tropicalImelda
Le 3 avril, le CMRS a commencé à détecter une zone de convection faible et peu profonde située autour d’un centre de circulation en surface près de 8° 30′ S, 75° 36′ E. Les deux jours suivants, le système s’est développé pour devenir une perturbation tropicale. Le 7 avril, elle devient une dépression tropicale et la tempête tropicale Imelda le lendemain.
Le système atteint son apogée le 10 avril en tant que cyclone tropical avec des vents soutenus sur 10 minutes de 120 km/h et 155 km/h sur une minute à 12° 12′ S, 58° 00′ E, ceci correspond à un ouragan de catégorie 2 dans l'échelle de Saffir-Simpson,. Se dirigeant vers le sud, le cyclone redescend au niveau de tempête tropicale modérée le lendemain reprend ensuite de la vigueur et redevient un cyclone tropical avec des vents de 150 km/h sur 10 minutes le 15 avril près de 18° 18′ S, 60° 36′ E.
Imelda tourne ensuite vers l'ouest tout en faiblissant rapidement et se dissipe le 19 avril ayant passé toute sa vie en mer.

### Tempête tropicale modéréeJamala
Jamala est née d'une perturbation tropicale notée la première fois le 7 mai. Elle est devenue une tempête tropicale le 9 mais a rapidement transité vers une dépression post-tropicale le 11 mai. Elle a passé toute sa vie dans le secteur nord-est de la zone de couverture du CMRS de La Réunion sans jamais affecter des terres et s'est dissipée le 16 mai.